# 能代川橋梁 (磐越西線)
能代川橋梁（のうだいがわきょうりょう）は、新潟県新潟市秋葉区の能代川に架かる東日本旅客鉄道（JR東日本）磐越西線の鉄道橋である。

## 概要
信越本線・支線（現・磐越西線）の建設工事に伴って1910年（明治43年）に完成した。新関駅 - 東新津駅間の信濃川水系小阿賀野川支流である能代川に架かる橋梁である。
能代川の河川改修により、能代川の川幅が広くなったことと、洪水時の増水を考慮して、1987年（昭和62年）に新しく架け替えられたのが、現在の全長168mのトラス橋（2代目）である。

## 構造
初代の橋は、単線上路式プレートガーダー3連の形式である。
2代目のトラス橋は、単線下路式平行弦ワーレントラス4連の形式であり、川崎重工業製である。

## 周辺
- 新潟県道7号新津村松線
- 新潟県道231号新関橋田村松線
- 新津川
- 新津カントリークラブ

## その他
新潟県側の平地部（馬下駅 - 新津駅間）を通る磐越西線では、早出川橋梁に次ぐ鉄道ファンやカメラマンの撮影ポイントとなっている。